# Pradera altimontana de los Drakensberg
La pradera altimontana de los Drakensberg es una ecorregión de la ecozona afrotropical, definida por WWF, y que se extiende por África austral, entre Sudáfrica y Lesoto.

## Descripción
Es una ecorregión de pradera de montaña que ocupa una superficie de 11.900 kilómetros cuadrados a lo largo de las áreas de más elevadas de los montes Drakensberg, en el este de Lesoto y las zonas limítrofes de Sudáfrica, por encima de los 2.500 m s. n. m. Se alza sobre la pradera montana de los Drakensberg, y limita también, al noroeste y al suroeste, con la pradera del Alto Veld.
Las precipitaciones medias alcanzan los 1000 mm anuales. Las temperaturas varían entre -8 °C y 32 °C, con una media de 13 °C. Las heladas nocturnas son habituales.

## Fauna
En la ecorregión habitan varias especies de ungulados, como el saltarrocas (Oreotragus oreotragus), el redunca de montaña (Redunca fulvorufula) y el eland de El Cabo (Taurotragus oryx).
Varias especies de aves amenazadas se encuentran en la ecorregión: el ibis calvo (Geronticus calvus), el buitre de El Cabo (Gyps coprotheres) y el cernícalo primilla (Falco naumanni).

## Endemismos
El bisbita montañés (Anthus hoeschi) es endémico de esta ecorregión.
También se han descrito tres lagartos endémicos de los páramos alpinos (Pseudocordylus langi, Tropidosaura cottrelli y Tropidosaura essexi), una serpiente de las orillas herbáceas de los ríos altimontanos (Montaspis gilvomaculata), así como tres ranas de río (Rana dracomontana, Rana vertebralis y Stronglopus hymenopus).

## Estado de conservación
Relativamente estable / Intacta.
Las zonas más altas y rocosas están intactas. Sin embargo, las zonas más bajas que no están protegidas están amenazadas por la ganadería y la agricultura.

## Protección
Un total de 193,6 kilómetros cuadrados de la ecorregión están protegidos en reservas y parques nacionales, la mayor parte en Sudáfrica.
- Parque Transfronterizo Maloti-Drakensberg